# Gene Campbell (Musiker)
Gene Campbell war ein US-amerikanischer Sänger, Songwriter und Gitarrist des Texas Blues.

## Leben
Gene Campbell, der in seinem Gesangsstil an Texas Alexander erinnert, stammte vermutlich aus Texas. Seine erste Aufnahmesession hatte er in Dallas, als er im November 1929 zwei Songs für Brunswick Records einspielte, „Mama You Don't Mean me No Good No How“ und „Bended Knee Blues“ (#7139). Zehn weitere Songs nahm er im Mai 1930 für Brunswick in Chicago auf wie „Freight Train Yodeling Blues“ (#7161), „Robbin' and Steamin' Blues“/„Wondering Blues“ (#7170), „Somebodys Been Playin' Papa“/„Wash and Iron Woman“ (#7177), „Lazy Woman Blues“/„Wish I Could Die“ (#7184) und „Levee Camp Man Blues“, gefolgt von vier weiteren Titeln, die im November des Jahres in Dallas entstanden. Campbells letzte Aufnahmesession fand am 22. und 23. Januar 1931 in Chicago statt, als er weitere acht Songs für Brunswick aufnahm, darunter „Main Papa’s Blues“. Dieser enthält die Zeilen:
„Put your make-up on baby, go seewhat you can find“
„You can't tell what's for you, till you get out the line.“
Der Bluesautor Tony Russell lobte die Songwriterqualitäten des Sängers und schrieb weiter über Campbell, sein Gesang und seine Instrumental-Phrasierung an der Gitarre wiesen ihn als Schüler von Lonnie Johnson aus, in der Weise, wie Johnson Texas Alexander begleitet habe, ferner zum Spiel von Little Hat Jones sowie von Carl Davis, erkennbar in den Titeln „Robbin’ and Stealin’ Blues“. Bezüge sieht der Autor auch zu den Brunswick-Aufnahmen des Campbell-Freundes J. T. Smith.

## Diskographische Hinweise
- Complete Recorded Works 1929-1931 (Document Records, ed. 1994)
- Gene Campbell 1929-1931 Texas Blues Pioneer (Wolf Records)